# Антон Детлеф фон Плато
Антон Детлеф фон Плато (нім. Anton Detlev von Plato; 6 червня 1910, Люхов — 12 жовтня 2001, Люхов) — німецький штабний офіцер і воєначальник, оберст Генштабу вермахту, генерал-лейтенант бундесверу. Кавалер Лицарського хреста Залізного хреста.

## Біографія
Представник знатного нижньосаксонського роду. Син власника лицарської мизи Ебергарда фон Плато (1867—1941) і його дружини Шарлотти, уродженої графині фон Бернсторфф (1879—1967).
Після закінчення Гуманістичної гімназії в Зальцведелі 1 квітня 1930 року вступив в 14-й кінний полк Людвігслюсті. В 1933 році отримав офіцерське звання і був призначений ад'ютантом полку і командиром роти 3-го стрілецького полку. З жовтня 1940 по січень 1941 року пройшов підготовку офіцера Генштабу у військовій академії і був призначений 2-м офіцером Генштабу 1-ї танкової дивізії. У 1941/43 роках — квартирмейстер і 1-й офіцер Генштабу (начальник оперативного відділу) 4-го танкового корпусу і 5-ї танкової дивізії. З 11 жовтня 1944 року — начальник Генштабу 4-го танкового корпусу, з 28 листопада 1944 року — танкового корпусу «Фельдгеррнгалле». 8 травня 1945 року взятий в полон британськими військами. У 1947 році звільнений.
Після проходження сільськогосподарського навчання з 1952 року працював в управлінні Бланка. У 1955 році вступив в бундесвер і був зарахований у Штаб Верховного головнокомандувача ОЗС НАТО в Європі. З 1957 року — командир навчальної групи танкового училища в Мюнстері. У 1958/60 роках — військовий представник Німеччини при військовому комітеті НАТО у Вашингтоні. З 1 травня 1960 року — командир училища танкових військ у Мюнстері, з 1 жовтня 1963 року — 1-ї танкової дивізії в Ганновері. З 1 жовтня 1966 року — начальник штабу Північної групи армій НАТО. З 1 квітня 1968 року — командир командування територіальної оборони. 31 березня 1970 року вийшов у відставку.

## Нагороди
- Медаль «За вислугу років у Вермахті» 4-го класу (4 роки)
- Залізний хрест 2-го і 1-го класу
- Нагрудний знак «За поранення» в чорному
- Нагрудний знак «За танкову атаку» в бронзі
- Медаль «За зимову кампанію на Сході 1941/42» (серпень 1942)
- Німецький хрест в золоті (11 квітня 1944)
- Лицарський хрест Залізного хреста (19 серпня 1944)
- Орден «За заслуги перед Федеративною Республікою Німеччина», великий офіцерський хрест